# Музей атомного бомбардування Наґасакі
Музей атомного бомбардування Нагасакі — це музей, розташований у місті Нагасакі, Японія. Він присвячений події, яка сталася 9 серпня 1945 року під час Другої світової війни, коли Сполучені Штати скинули атомну бомбу на місто Нагасакі.
Музей створений з метою збереження пам'яті про жертви атомного вибуху та для поширення інформації про наслідки ядерної зброї. Він розташований на місці, де колись знаходився колегіум Святої Марії, одна з небагатьох будівель, що вижили після вибуху. В музеї представлена історична документація, фотографії, відео та артефакти, пов'язані з тим страшним днем.
Музей атомного бомбардування Нагасакі виконує важливу роль у відтворенні історії Нагасакі та показі наслідків ядерної атаки. Він також пропагує повідомлення про важливість миру, ядерного роззброєння та не користування ядерною зброєю. Музей є місцем пам'яті, де відвідувачі можуть поклонитися пам'яті жертв та поглибити своє розуміння про небезпеку ядерної зброї.
Цей музей разом з Музеєм Миру Хіросіми є важливими символами спадщини ядерних атак та пам'яті про жертви, а також підкреслюють необхідність працювати над миром та превентивними заходами, щоб запобігти повторенню подібних трагедій у майбутньому.
1. ↑  archINFORM — 1994.
2. ↑  https://www.nikkenren.com/kenchiku/pdf/581/0581.pdf